# Duboka ekologija
Duboka ekologija je filozofski koncept koji nudi teorijsko opravdanje za stav "prvo priroda, a tek onda društvo". Ona zamjenjuje antropocentričnu perspektivu koja daje prednost ljudskim vrijednostima i ciljevima, biocentričnom ili eko-centričnom vizijom ("perspektivom sjedinjenog prirodnog svijeta", kao što kaže Lone Wolf Circles). 
Duboka ekologija nudi prirodnu filozofiju koja se pretapa s prirodnom spiritualnošću, te zajedno opravdavaju eko-primitivističku perspektivu mnogih eko-aktivista koji se zalažu za značajno smanjenje pučanstva i smanjenje ili ukidanje industrijske tehnologije, čime bi se smanjilo i otklonilo uništavanje prirodnog svijeta od strane modernih industrijskih društava. 
Iako se norveški filozof Arne Naess obično smatra osnivačem duboke ekologije, knjiga po kojoj je ona dobila ime je "Deep Ecology" Billa Devalla i Georga Sessionsa (1986.). 

## Istaknuti zastupnici duboke ekologije
- Judi Bari
- Thomas Berry
- Wendell Berry
- Leonardo Boff
- Fritjof Capra
- Michael Dowd
- David Foreman
- Warwick Fox
- Edward Goldsmith
- Felix Guattari
- Martin Heidegger (kontroverzno)
- Derrick Jensen
- Dolores LaChapelle
- Pentti Linkola (kontroverzno)
- John Livingston
- Joanna Macy
- Jerry Mander
- Freya Mathews
- Terence McKenna
- Arne Næss
- Daniel Quinn
- John Zerzan

## Vanjske poveznice
- The Center for Deep Ecology  Arhivirana inačica izvorne stranice od 1. lipnja 2013. (Wayback Machine)
- Deep Ecology Movement, Alan Drengson, Foundation for Deep Ecology.
- Environmental Ethics Journal  Arhivirana inačica izvorne stranice od 10. veljače 2019. (Wayback Machine)
- The Great Story
- Gaia Foundation
- United Earth: Deep Ecology  Arhivirana inačica izvorne stranice od 10. travnja 2013. (Wayback Machine) (engl.)
- Arne Naess: Deep Ecology (engl.)